# Музыкальный конкурс Евровидение: История группы Fire Saga
«Музыкальный конкурс Евровидение: История группы Fire Saga» (англ. Eurovision Song Contest: The Story of Fire Saga) — американский комедийный фильм, снятый Дэвидом Добкином по сценарию Эндрю Стила и Уилла Феррелла. Главные роли исполнили Уилл Феррелл, Рэйчел Макадамс, Пирс Броснан, Дэн Стивенс и Деми Ловато. 
Изначально фильм планировалось выпустить в мае 2020 года, чтобы он совпал с конкурсом песни «Евровидение-2020», однако релиз был отложен из-за пандемии COVID-19. Фильм был выпущен на Netflix 26 июня 2020 года.
Фильм был номинирован на премию «Оскар-2021», в категории «Лучшая песня» («Husavik»).

## Сюжет
Ещё с раннего детства, когда тяжело переживающий смерть своей матери исландский паренёк Ларс Эрикссонг видит выступление группы «АББА» на «Евровидении», он и его подруга детства, а нынче партнёрша по локальному дуэту «Огненная сага» Сигрит Эриксдоттир, мечтают попасть на этот музыкальный конкурс.
После многих лет терпения неудач и разных перипетий, и не в последнюю очередь волей судьбы, героям представляется шанс представить свою страну на «Евровидении». Несмотря на жёсткую конкуренцию среди участников конкурса и неприязнь своих соотечественников, миловидные и немного наивные аутсайдеры всё-таки попадают в отборочный тур самой популярной европейской телепередачи. Они тесно знакомятся с конкурсантами из Греции и России, из-за чего, хоть и не состоят в отношениях, начинают ревновать друг друга и ссориться. Прояснить ситуацию удаётся только в день начала конкурса.
Неожиданно мощное выступление в полуфинале обещает стать сюрпризом и сенсацией вечера, но одна техническая ошибка превращает его в полное фиаско, и оно заканчивается настоящей катастрофой. Тем не менее «Огненная сага» завоёвывают голоса зрителей и, вопреки всем прогнозам, выходят в финал, но Ларс улетает в Исландию, не дожидаясь окончания полуфинала.
Только на родине, примиряясь с отцом, который был против того, чтобы Ларс становился певцом, он узнаёт, что прошёл в финал, и, пережив нападение функционера вещателя Исландии, который и подстроил участие «Огненной саги» в конкурсе, он возвращается на конкурс перед финальным выступлением, но просит Сигрит спеть другую песню, за что их дисквалифицируют. Тем не менее Ларс и Сигрит женятся и продолжают играть для своего родного города.

## В ролях
- Уилл Феррелл — Ларс Эрикссонг
- Рэйчел Макадамс — Сигрит Эриксдоттир
- Пирс Броснан — Эрик Эрикссон
- Дэн Стивенс — Александр Лемтов
- Деми Ловато — Катьяна Линдсдоттир
- Оулавюр Дарри Оулафссон — Нилс Бронгус
- Грэм Нортон — в роли себя
- Бьёрн Хлинур Харальдссон — Полицейский Арнар

### Приглашённые артисты
Несколько бывших конкурсантов «Евровидения» исполнили в фильме камео:
- Джон Лундвик — представитель Швеции в 2019
- Анна Одобеску — представитель Молдавии в 2019
- Билал Ассани — представитель Франции в 2019
- Лорин — победитель от Швеции на конкурсах 2012 и 2023 годов
- Джесси Матадор — представитель Франции в 2010
- Александр Рыбак — победитель от Норвегии в конкурсе 2009 года и её представитель в 2018
- Джамала — победитель от Украины в конкурсе 2016 года
- Элина Нечаева — представитель Эстонии в 2018
- Кончита Вурст — победитель от Австрии в конкурсе 2014 года
- Нетта Барзилай — победитель от Израиля в конкурсе 2018 года

Также в фильме появились другие примечательные личности:
- Салвадор Собрал (победитель 2017) — уличный музыкант, играющий на пианино в Шотландии[4]
- Молли Санден (детский конкурсант в 2006), чей голос был гармонизирован с голосом Рэйчел Макадамс для того, чтобы создать поющий голос персонажа Сигрит Эриксдоттир.

## Производство
В мае 2018 года в рамках подготовки к фильму Уилл Феррелл посетил финал «Евровидения-2018» в Лиссабоне, Португалия, для исследования возможных персонажей и сценариев фильма. Он также пообщался за кулисами с некоторыми участниками «Евровидения».
18 июня 2018 года стало известно, что Феррелл сыграет главную роль, а также станет сценаристом и продюсером фильма на основе песенного конкурса «Евровидение» для Netflix. В марте 2019 режиссёром фильма стал Дэвид Добкин. В мае 2019 года Рейчел Макадамс была утверждена на роль в фильме. Макадамс и Феррелл были замечены на генеральных репетициях «Евровидения-2019» в Израиле. В августе 2019 года Пирс Броснан, Дэн Стивенс и Деми Ловато присоединились к актёрскому составу, съёмки проходили в Великобритании и Исландии.